# كاثرين رودريغيز
كاثرين خوليسا رودريغيز بيغيرو (بالإنجليزية: Katherine Rodríguez) (مواليد 18 ديسمبر 1991، في سانتياغو دي لوس كاباليروس، ولاية سانتياغو) هي لاعبة تايكوندو دومينيكانية حازت على ميدالتين لصالح بلدها في ألعاب إقليمية، كما شاركت في الألعاب الأولمبية الصيفية 2016 التي أُقيمت بريو دي جانيرو.

## روابط خارجية
- كاثرين رودريغيز على موقع TaekwondoData.com (الإنجليزية)
- كاثرين رودريغيز على موقع أوليمبيديا (الإنجليزية)